# River Tyne (Schottland)
Der River Tyne ist ein etwa 44 Kilometer langer Zufluss der Nordsee im Südosten von Schottland. 

## Flusslauf
Der Tyne entspringt in den Moorfoot Hills nahe Tynehead und Crichton Castle etwa 20 Kilometer südöstlich von Edinburgh in der Council Area Midlothian. Er fließt zunächst für wenige Kilometer in nördlicher Richtung ab und dreht dann jenseits von Pathhead nach Nordosten, um bei Pencaitland East Lothian zu erreichen. Dort passiert der Fluss die Orte Haddington, den Hauptort der traditionellen Grafschaften Haddingtonshire, und East Linton. Nördlich von Dunbar, nahe dem Weiler Tyninghame, mündet der Tyne in die Nordsee. Der Oberlauf des Tyne bis zur Einmündung des Birns Water bei Pencaitland wird auch als Tyne Water bezeichnet.

## Brücken
Zahlreiche Brücken überspannen den Tyne. Bei Pathhead quert die A68 den Tyne auf der von Thomas Telford geplanten Lothian Bridge. Weiter flussabwärts folgen die Tyne Bridge, bei Oxenfoord Castle die Oxenfoord Bridge, auf welcher die A6093 den Tyne quert. Bei Ormiston überspannt die Ormiston Bridge den Tyne mit einem Bogen. Auf der Pencaitland Bridge quert die A6093 den Fluss ein zweites Mal. Nahe Saltoun Hall befindet sich die Spilmersford Bridge, bevor auf Höhe des Weilers Samuelston die Samuelston Bridge folgt. Nordwestlich überspannt mit der Westfield Footbridge eine Fußgängerbrücke aus Stahlbeton aus den 1910er Jahren den Tyne. Alle drei Brücken, die in Haddington den Tyne überspannen, sind denkmalgeschützt. Dies sind die Waterloo Bridge, die Nungate Bridge und die Victoria Bridge. Flussabwärts folgen die Abbey Bridge, die modernen Brücken der A1 (London–Edinburgh) und der A199 (Leith–Dunbar) bei East Linton sowie die East Linton Bridge. Auch die Querung der A198 (Tyninghame–Tranent) auf der Tyninghame Bridge ist denkmalgeschützt.

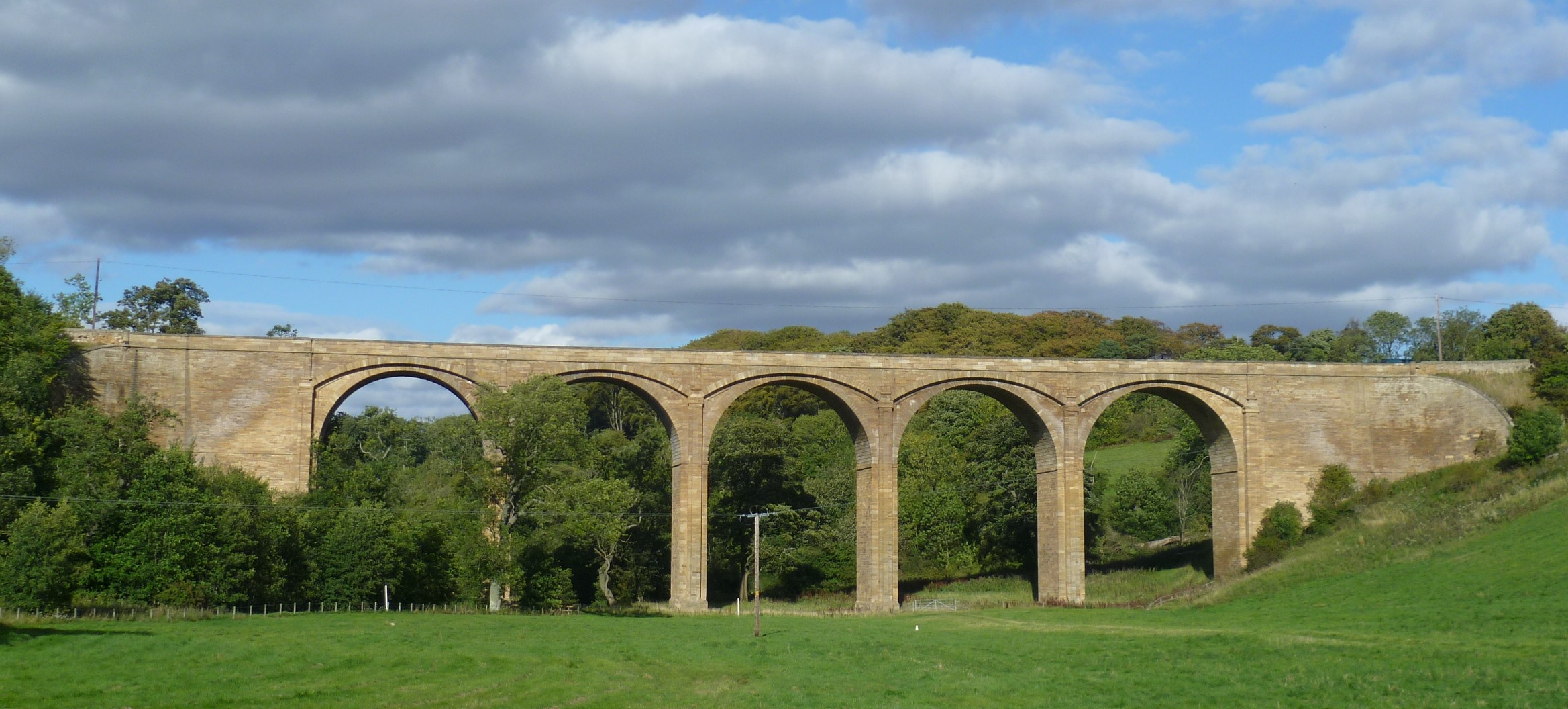
Lothian Bridge
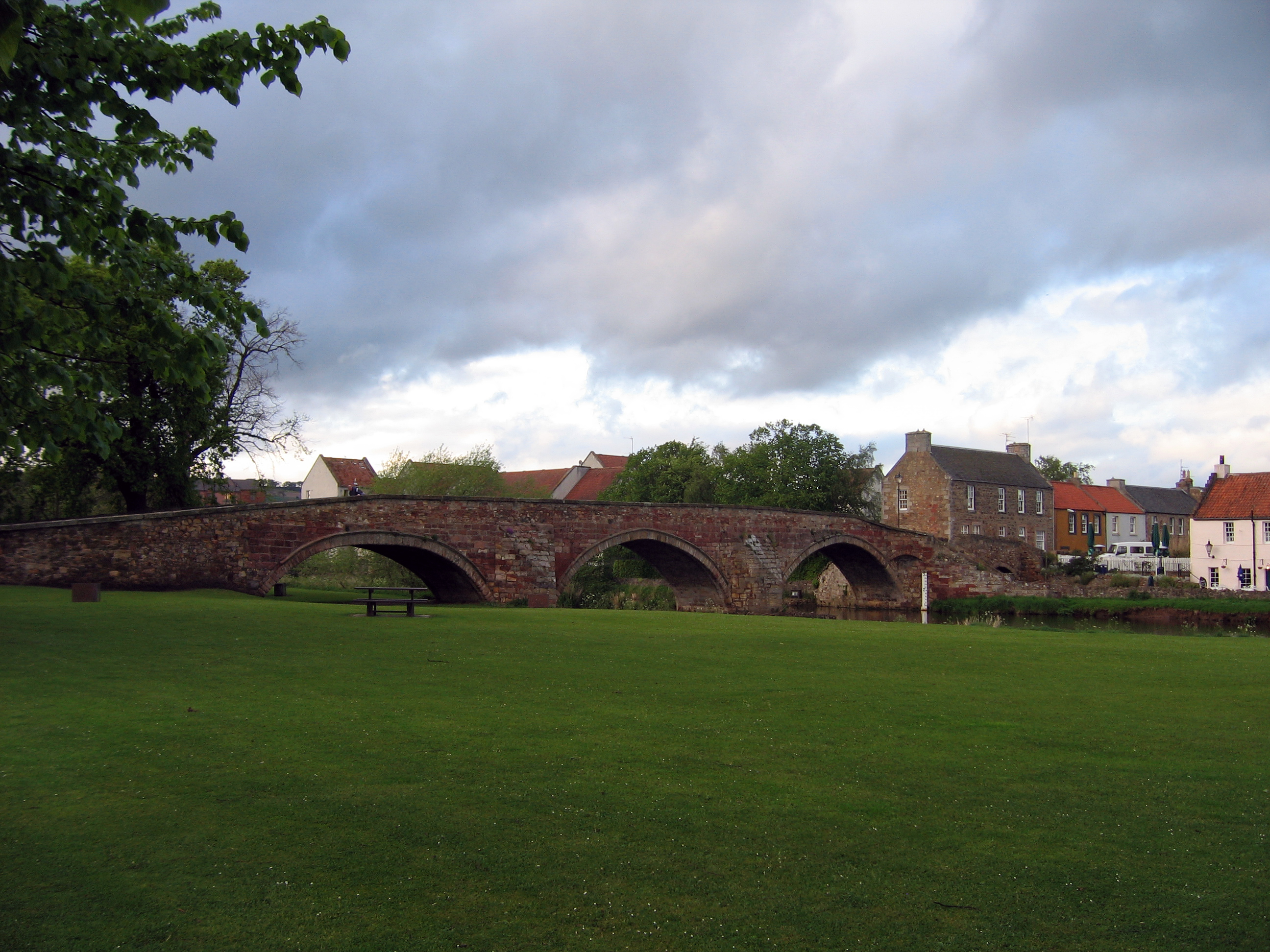
Nungate Bridge
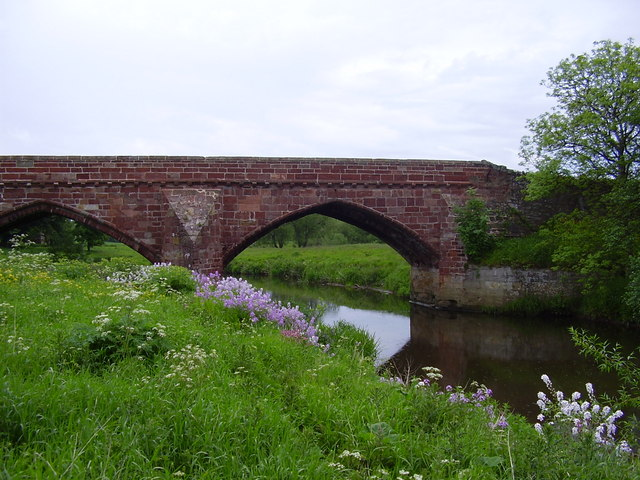
Abbey Bridge